# وعلان أصغر
وعلان أصغر (الاسم العلمي:Commelina minor) هو نوع من النباتات يتبع جنس الوعلان من الفصيلة الوعلانية.